# 月僊
月僊（げっせん、元文6年1月1日（1741年2月16日） - 文化6年1月12日（1809年2月25日））は、江戸時代中期から後期にかけての画僧。俗姓は丹家氏。名は玄瑞・元瑞。字は玉成。

## 生涯と業績
尾張国名古屋の味噌商の家に生まれる。7歳で得度、玄瑞の名を与えられて浄土宗の僧となる。10代で江戸に出て増上寺に入ると増上寺46世の妙誉定月に眷顧され、定月から一字を貰い受けて「月俸」と号した。仏門修行の傍ら、雲谷派に連なり「雪舟十二代画裔」と自称した桜井雪館に画を学ぶ。その後上洛して知恩院に住し、円山応挙に師事して写実的画風の感化を受けた。また、与謝蕪村の影響も受け、さらに諸派に学んで独自の画風を確立した。

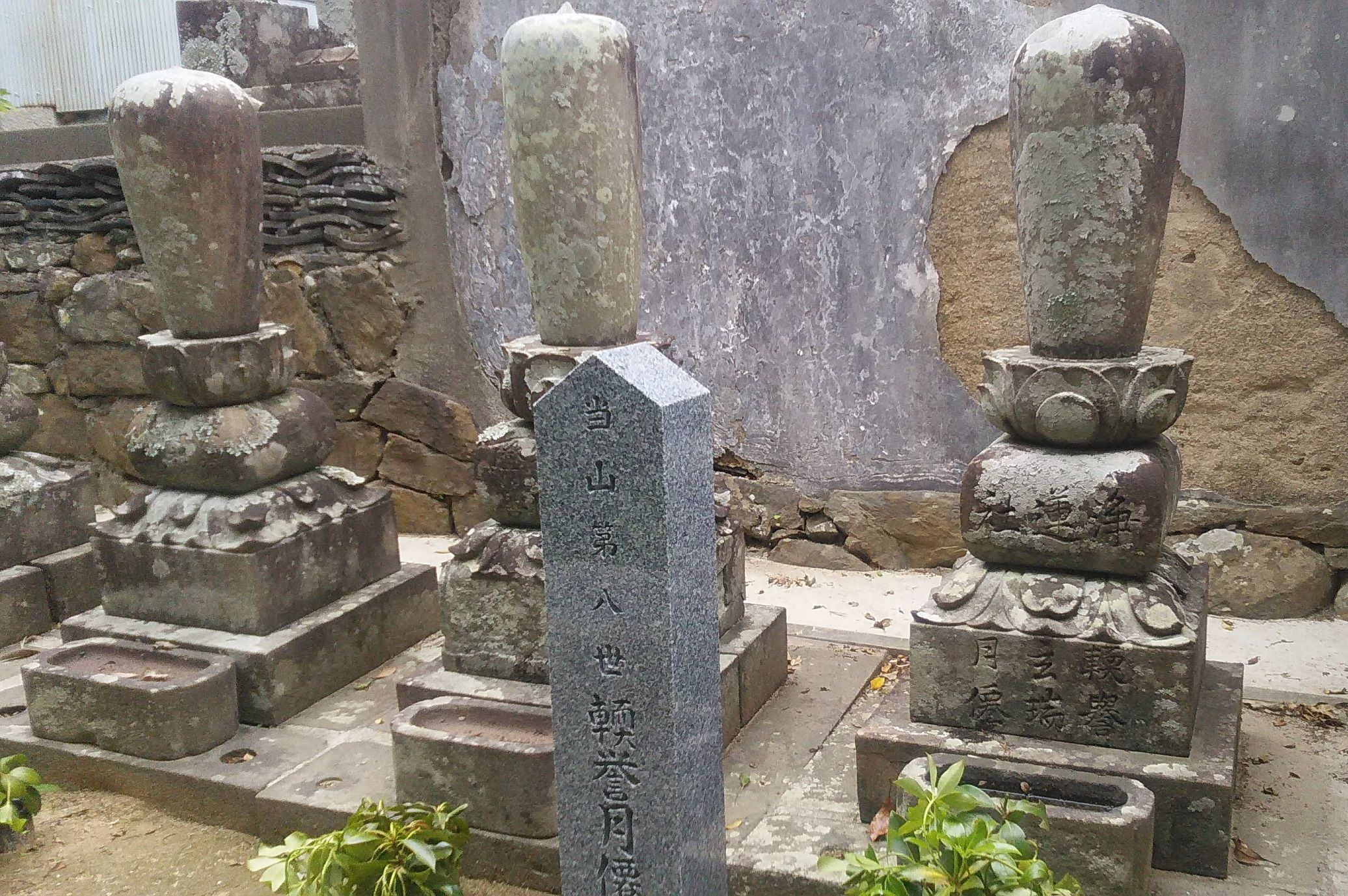
月僊墓所(伊勢市寂照寺)

山水・人物を得意とし、人物の形影が寂寥としていることを特長とする。誰に乞われても必ず画料を取ったので「乞食月僊」と世に知られたが、「画料を官に納めてその利子でながく貧民を救う(月僊金)などの活動」をしていた。知恩院の貫主に懇願されて、1774年（安永3年）伊勢国宇治山田（現在・三重県伊勢市）の寂照寺を再興するために入山。画名が高まり画を請う者が絶えず、巨万の富を積みさらに銭をむさぼること甚だしいため、譏る人も多かった。しかしのちに寺の伽藍・山門を建て、経典を購入して倉におさめ、山道の改修・天明飢饉の施米・宮川架橋・文化年間の伊勢大火罹災者の救済などに尽くす姿を見せ、人はみなその功徳に服すようになったという。死に臨んで遺言し、窮身永代救済に千五百両を奉行所へ寄託する。京都妙法院、愛知県岡崎市昌光律寺・寂照寺、三重県立美術館などに作品が残されている。門下に立原杏所・亜欧堂田善・村松以弘などがいる。　墓所は伊勢市寂照寺。
『列仙図賛』（3巻、天明4年（1784年）刊）、『耕織図』『月僊画譜』などの作品がある。

## 作品
| 作品名             | 技法         | 形状・員数 | 寸法（縦x横cm） | 所有者                           | 年代              | 款記・印章                                                                    | 備考                                     |
| ------------------ | ------------ | ---------- | --------------- | -------------------------------- | ----------------- | ----------------------------------------------------------------------------- | ---------------------------------------- |
| 寒山図             | 紙本墨画淡彩 | 1幅        |                 | 昌光律寺                         | 1770年（明和7年） | 款記「明和庚寅春寫月仙」                                                      | 愛知県指定文化財                         |
| 龐居士・霊昭女図   | 絹本著色     | 双幅       |                 | 昌光律寺                         |                   |                                                                               | 愛知県指定文化財                         |
| 授戒三聖像         | 絹本著色     | 1幅        |                 | 昌光律寺                         |                   |                                                                               | 愛知県指定文化財                         |
| 仏涅槃図           | 絹本著色     | 1幅        |                 | 昌光律寺                         | 1803年（享和3年） |                                                                               | 愛知県指定文化財                         |
| 郡瞽行旅図巻       | 紙本墨画淡彩 | 1巻        |                 | 随念寺                           |                   |                                                                               | 岡崎市指定文化財                         |
| 倫誉上人像         | 絹本著色     | 1幅        |                 | 随念寺                           |                   |                                                                               | 岡崎市指定文化財                         |
| 慈恩大師像         |              | 1幅        |                 | 大巌院                           |                   |                                                                               | 館山市指定文化財                         |
| 妙法院白書院障壁画 | 紙本淡彩     | 襖19面     |                 | 妙法院白書院                     | 不詳              | 款記「月僊」/「月僊」朱文方印                                                 | 内訳は、「群仙図」8面、「山水人物図」8面 |
| 仙人図押絵貼屏風   | 紙本墨画淡彩 | 六曲一双   |                 | 山形美術館（長谷川コレクション） |                   |                                                                               |                                          |
| 芭蕉図押絵貼屏風   | 紙本墨画     | 二曲一隻   | 144.9x72.6      | 善導寺（亀山市）                 |                   | 款記「月僊」/「寂照主人」朱文方印・「月仙」朱文方印・遊印「書画適禅」朱文方印 |                                          |
| 白梅酢             | 紙本著色     | 衝立1基    | 143.9x161.5     | 大雲院 (京都市)                  |                   |                                                                               |                                          |